# Tricondyla annulicornis
Tricondyla annulicornis – gatunek chrząszcza z rodziny biegaczowatych, podrodziny trzyszczowatych i plemienia Collyridini.

## Opis
Biegaczowaty ten posiada duże ciało, długości od 19 do 23 mm. Głowa duża z bardzo wyłupiastymi oczami. Przedplecze zaokrąglone o górnej powierzchni gładkiej. Pokrywy złączone są ze sobą u podstawy lub na całej długości. Urzeźbione w przedniej połowie gęstymi, mniej lub bardziej wyraźnymi, poprzecznymi zmarszczkami. Uda ubarwione są czerwono, zaś pozostałe części ciała czarno.

## Występowanie
Gatunek ten występuje w Sikkimie i Asamie w Indiach, Birmie, Laosie, Samoeng w Tajlandii, Wietnamie oraz Malezji.